# Museo Marmottan Monet
El Museo Marmottan Monet (en francés, Musée Marmottan Monet) fue creado en el año 1871 y se ubica en el número 2 de la calle Louis Boilly, París, en el XVI arrondissement.
Contiene una colección de un centenar de obras impresionistas de Claude Monet, Berthe Morisot, Edgar Degas, Édouard Manet y Pierre-Auguste Renoir. Su principal tesoro es el paisaje de Monet Impresión, sol naciente, cuyo título fue el origen del término Impresionismo.

## El edificio
Un pabellón de caza cerca del Bois de Boulogne, perteneciente a la familia del Duque de Valmy, fue comprado en 1882 por Jules Marmottan y se transformó en una mansión con su hijo Paul Marmottan. El hotel alberga la colección de la Edad Media y el Renacimiento, la gran pasión de Jules, el padre, y la colección de su hijo Paul, fascinado por el Primer Imperio.

## Colecciones

### Colección Jules y Paul Marmottan
Las colecciones de Paul Marmottan: Estilo Imperio y pintores primitivos.

### Los textos iluminados
Sala Wildenstein (en construcción) reúne un conjunto de manuscritos y textos iluminados de las escuelas inglesa, francesa, italiana y flamenca, de los siglos XIII al XVI.

### Claude Monet

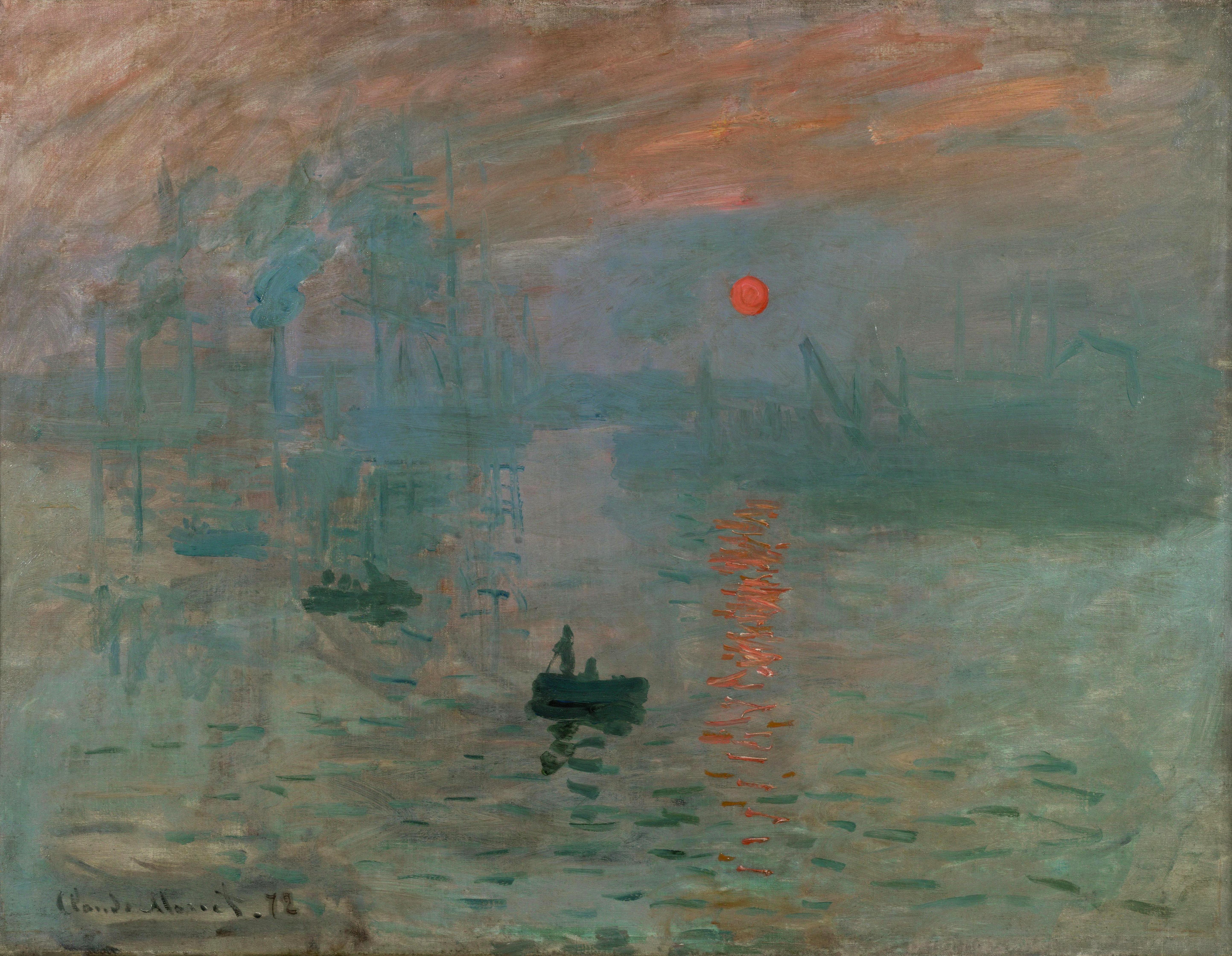
Claude Monet, Impresión, sol naciente, 1872.

La mayor colección de obras de Claude Monet en el mundo (66 obras del pintor). Incluido el famoso paisaje Impresión, sol naciente cuyo título dio nombre al impresionismo. Otras obras destacadas son Les nymphéas y el Pont japonais (1916-1919).

### LosImpresionistas
Caillebotte, Degas, Manet, Berthe Morisot, Pissarro, Renoir, Auguste Rodin, Alfred Sisley (Primavera en los alrededores de París y Manzanos en flor...

### Berthe Morisot
Muchas obras de esta pintora Berthe Morisot , esposa de Eugene Manet y alumna de Corot.

## Dirección
Tras la muerte de Jean-Marie Granier, el 4 agosto de 2007, Jacques Taddei es nombrado director del museo por decisión de la Academia de Bellas Artes el 21 noviembre de 2007.

## Galería de imágenes

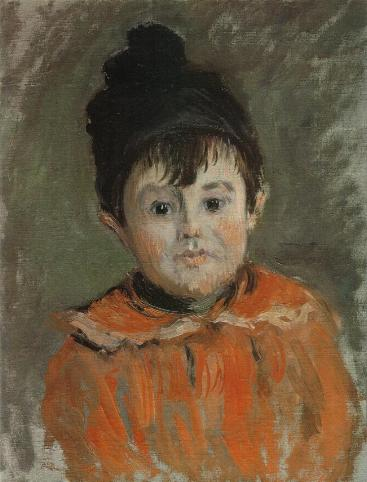
Claude Monet: Michel Monet au bonnet à pompon
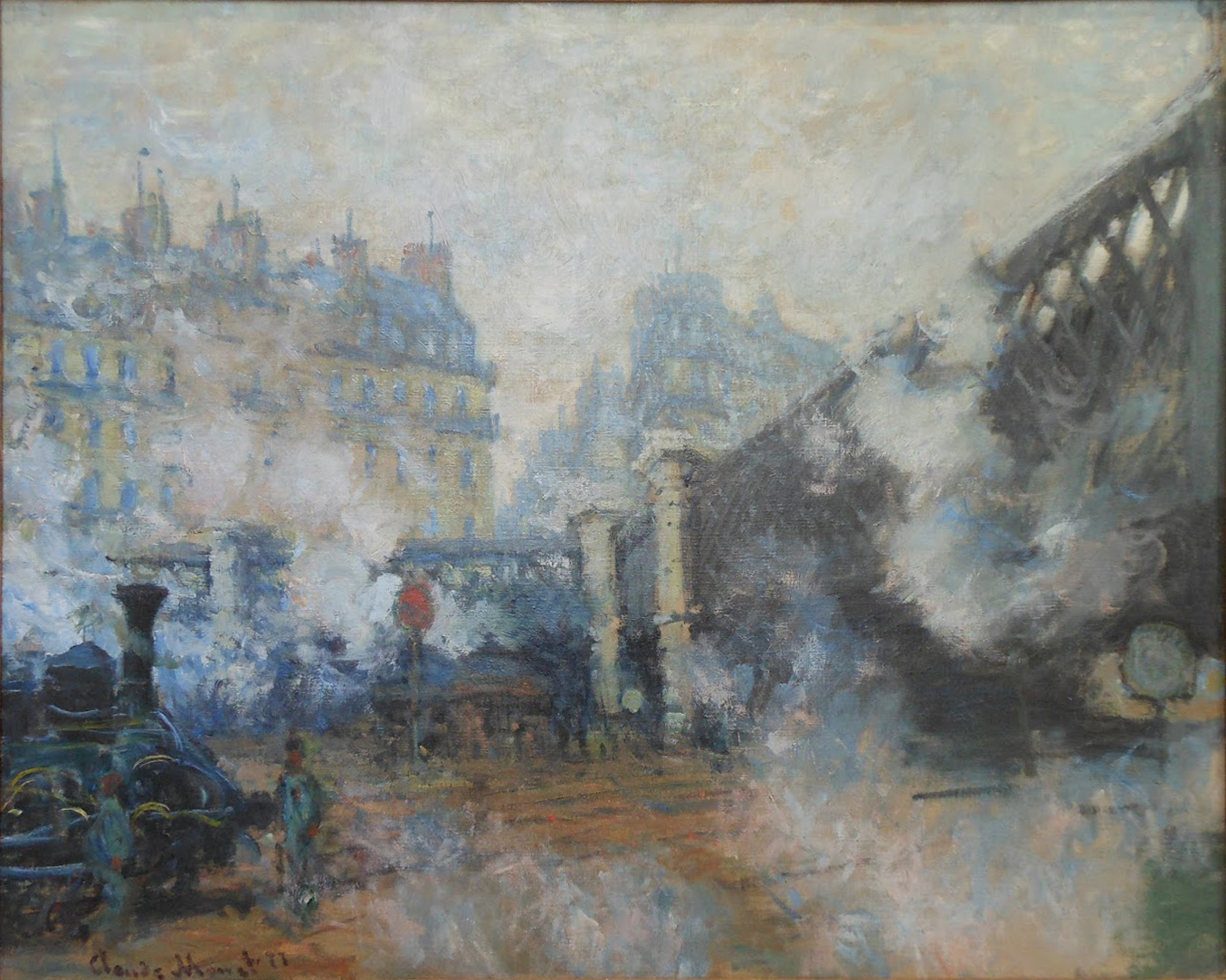
Claude Monet: La estación Saint-Lazare
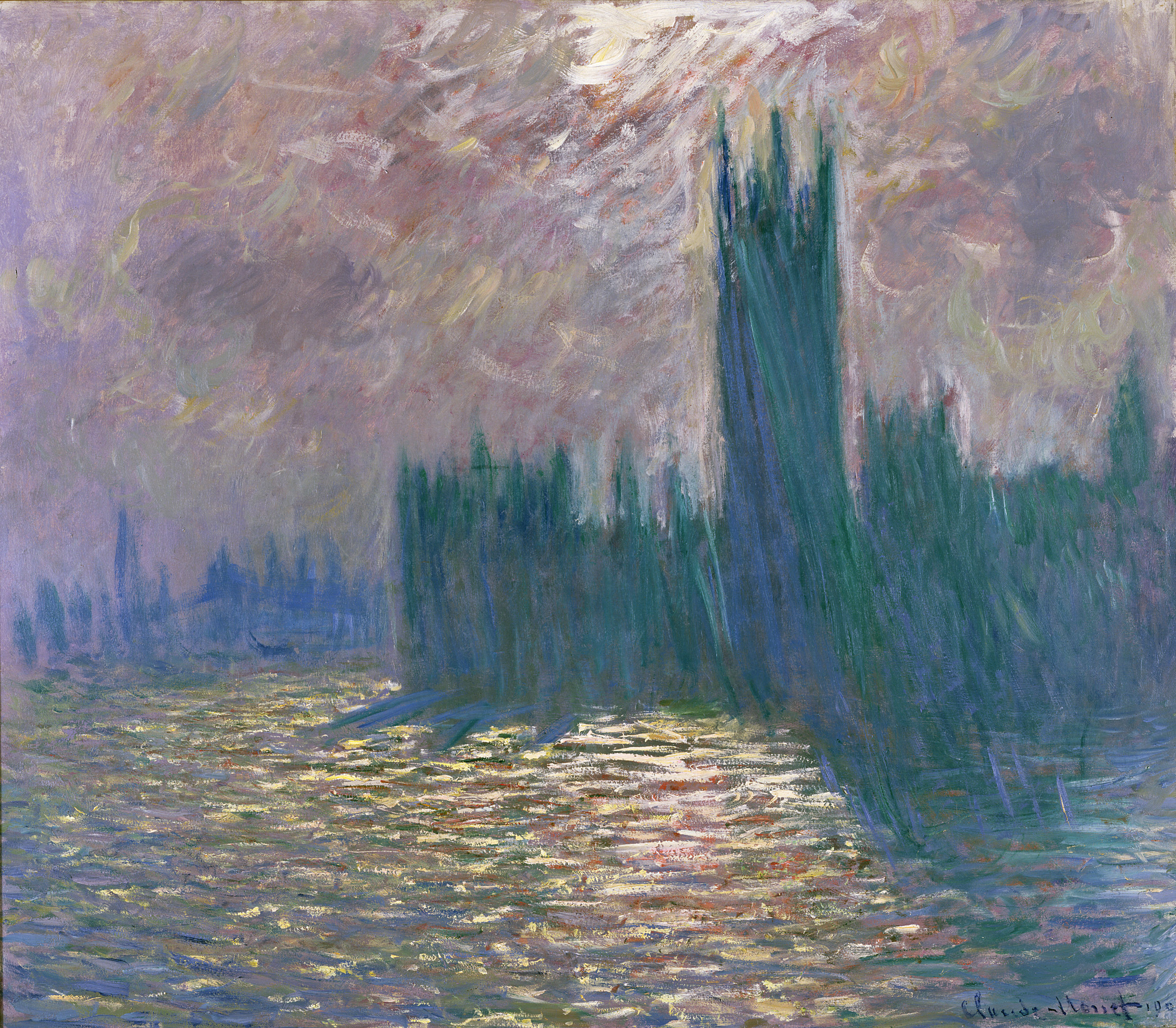
Claude Monet: Houses of Parliament
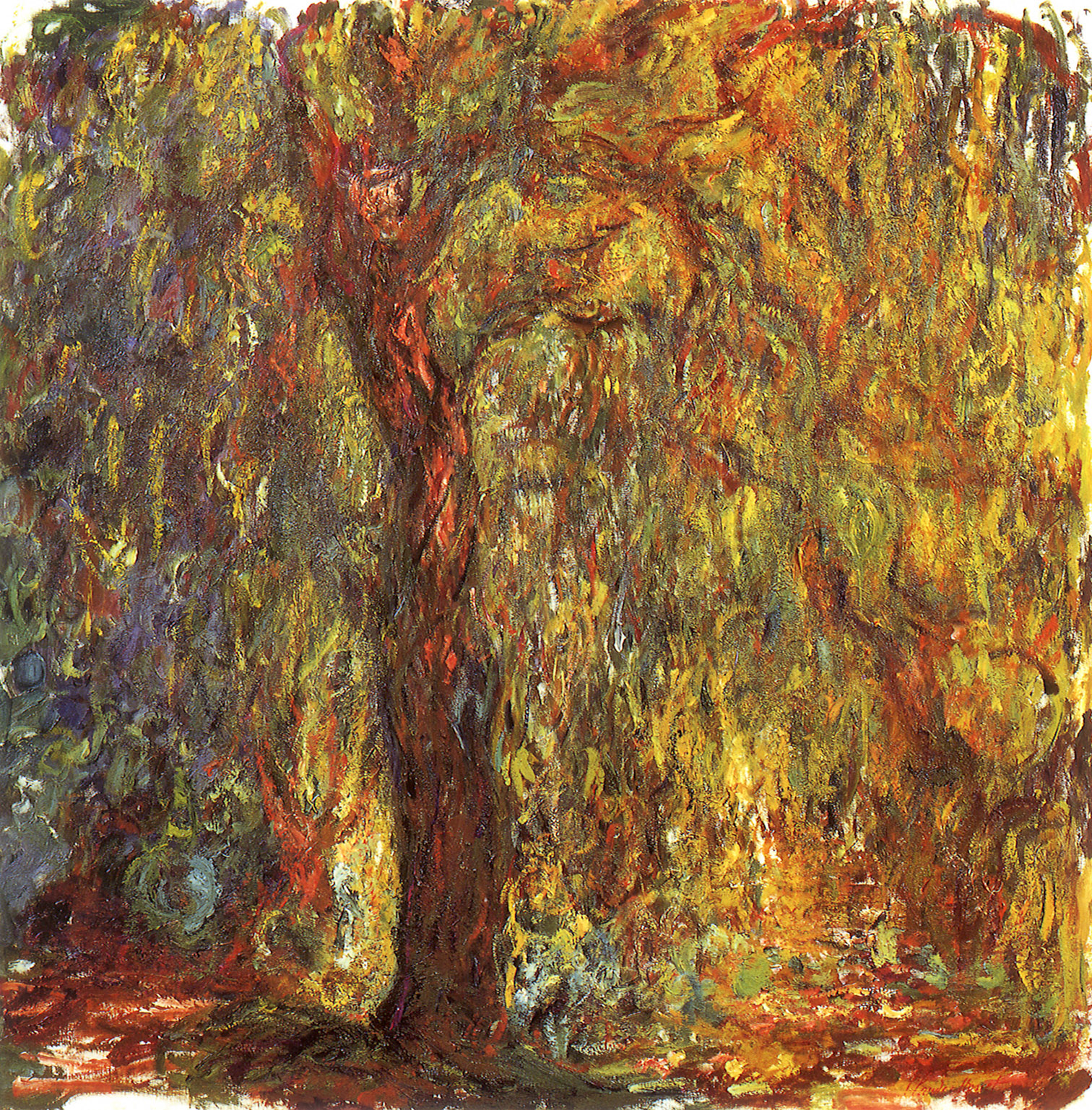
Claude Monet: Saule pleureur
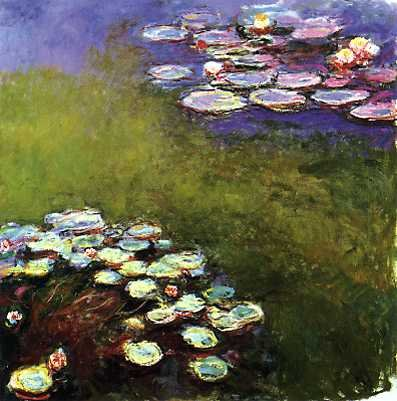
Claude Monet: Nympheas
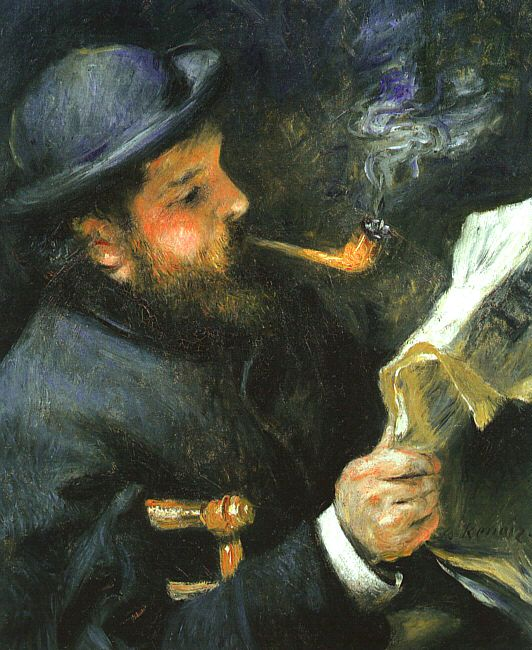
Pierre August Renoir: Porträt Claude Monet
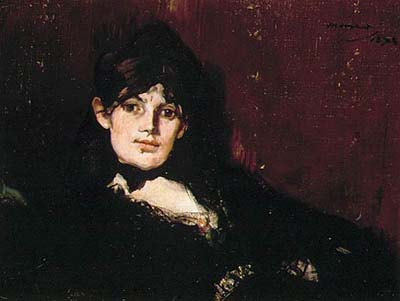
Edouard Manet: Porträt Berthe Morisot
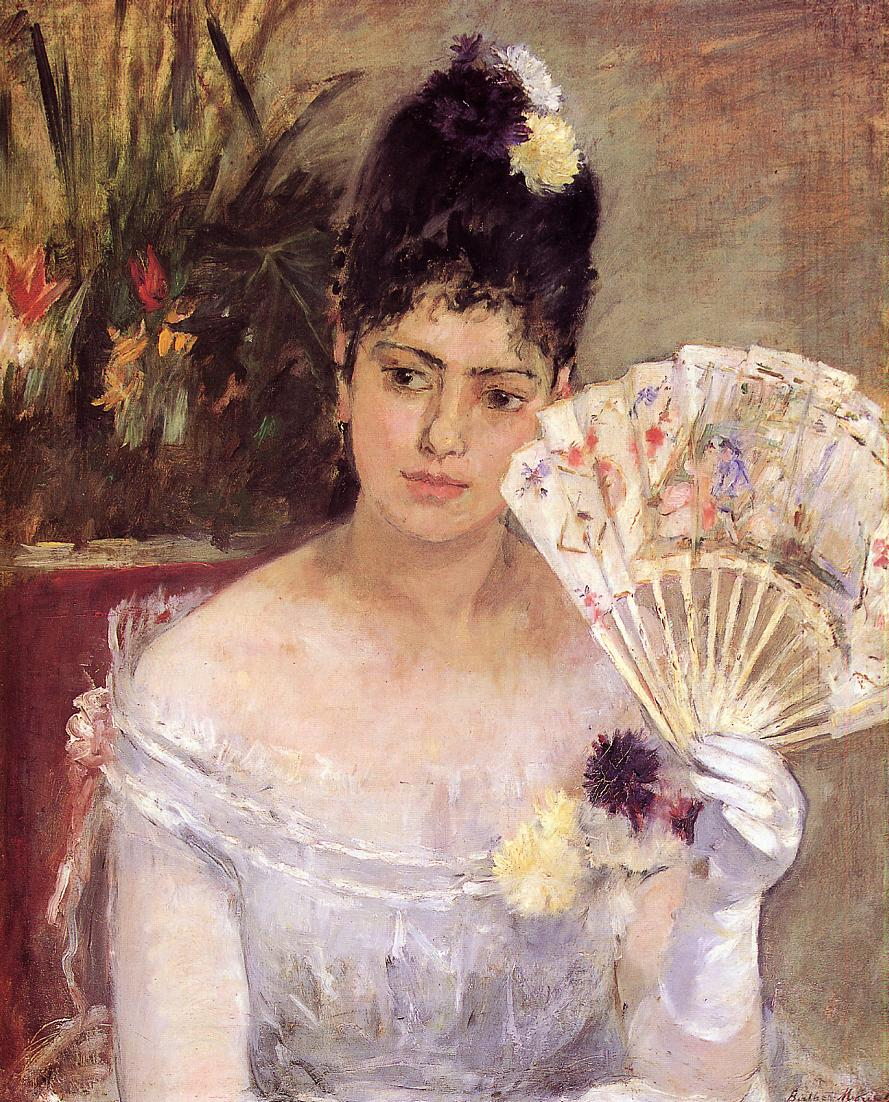
Berthe Morisot: Jeune fille au bal